# Chafariz do Mundéu
O Chafariz do Mundéu, é um chafariz público de Cuiabá, Mato Grosso, Brasil. A fonte leva o nome do Largo do Mundéu, nome original da Praça Bispo Dom José. Foi encomendado por Francisco José Cardoso Júnior, presidente do Mato Grosso, que reconheceu a necessidade de um abastecimento constante de água em Cuiabá. Francisco Nunes da Cunha, engenheiro militar, desenhou a fonte e o sistema de água associado. O chafariz foi construído em estilo neoclássico tardio, eclético, e é uma das inúmeras construções neoclássicas do Centro Histórico de Cuiabá. Foi desativado em 1910, mas mantido para guardar os equipamentos de jardinagem da praça. A fonte foi fotografada logo após sua construção e mantém sua estrutura original e detalhes arquitetônicos. Foi declarada como estrutura histórica tombada em nível estadual por Mato Grosso em 1980, e restaurada pelo estado em 2006.

## Localização
O chafariz está localizado no centro da Praça Bispo Dom José, antigo Largo do Mundéu ou Largo da Conceição, uma pequena praça pública na Avenida Tenente Coronel Duarte, no centro da cidade de Cuiabá. O chafariz, antes rodeado de residências, hoje está confinado a uma pequena praça devido à intensa urbanização de Cuiabá. É cercado por arranha-céus e pontos de ônibus.

## História
Cuiabá foi fundada em 1719. Cuiabá possuía, segundo o Plano de Cuiabá do ano de 1777, seis chafarizes públicos; um sétimo na Santa Casa da Misericórdia provavelmente não está registrado no plano. Tanto os governos coloniais portugueses imperiais brasileiros para o sul expandiram o sistema de água por meio de vários projetos, nenhum realizado. Algumas casas tinham poços particulares, mas a maior parte da água era transportada manualmente por trabalho escravo. A água da Prainha provavelmente foi poluída no início da história de Cuiabá pelo mercúrio que sobrou da mineração de ouro.
Francisco José Cardoso Júnior, presidente do Mato Grosso de 1871 a 1872, ambos anos de seca e escassez de água em Cuiabá. Cardoso Júnior ordenou a construção de um chafariz de uso público e encarregou Francisco Nunes da Cunha, engenheiro militar, de encontrar fontes de água mais profundas e confiáveis. A construção da fonte começou em 1871. Um pequeno reservatório foi construído no Quintal do Maranhão próximo à atual Santa Casa de Misericórdia. O reservatório captava uma pequena quantidade de água da nascente, que depois era conduzida para o Chafariz do Mundéu, na parte baixa. As casas voltadas para o Largo do Mundéu, também conhecido como Largo da Conceição, datavam do período colonial e ocupavam posição privilegiada na cidade; a colocação da fonte em Mundéu ofereceu aos residentes ricos o acesso mais próximo a ela.
O chafariz é o menor exemplar da arquitetura neoclássica da cidade, e acompanha o Arsenal de Guerra de Mato Grosso (1818), hoje conhecido como SESC Arsenal; a Santa Casa de Cuiabá; o Edifício da Fazenda do Estado de Mato Grosso (1896), hoje Museu Histórico de Mato Grosso; o Palácio da Instrução, o maior e mais ornamentado exemplar do estilo em Cuiabá, e o 1.° Batalhão da Polícia Militar de Cuiabá.
A fonte funcionou até 1910. Ainda ficava em uma ampla praça gramada, cercada por residências da era colonial nas décadas de 1920 e 1930. A praça teve seu tamanho bastante reduzido com a colocação de um terminal de ônibus ao longo da avenida; os edifícios da era colonial de Cuiabá também foram substituídos por estruturas modernas. Posteriormente foi utilizado para guardar equipamentos de jardinagem para manutenção da Praça Bispo Dom José. O Chafariz do Mundéu foi totalmente restaurado pelo governo do estado de Mato Grosso em 2006 e 2019.

## Status
O Chafariz de Mundéu foi tombado como estrutura histórica de nível estadual pela Secretaria de Estado de Cultura, Esporte e Lazer de Mato Grosso sob a listagem no. 39/79 publicada em 7 de janeiro de 1980.